# Vince Carter
Vincent «Vince» Lamar Carter (Daytona Beach, (Florida), 26 de gener de 1977). És un jugador retirat de bàsquet professional de l'NBA.

## Biografia
Vince Carter va començar a anar a l'escola amb 4 anys a DeLand, Daytona Beach. Més tard va matricular-se al Campbell Junior High School, on va ser l'únic noi de 7è grau en jugar com a titular en l'equip de bàsquet. A més a més de convertir-se en el capità de l'equip de voleibol i de convertir-se en el cap del grup de tambors de la banda musical, va graduar-se a la Mainland High School l'any 1995 com l'estudiant més premiat i condecorat de l'institut. Aquest mateix any va rebre premis de l'USA Today i la revista Parade, va ser inclòs en el McDonald's All-American Team, va ser elegit com el Jugador de bàsquet de l'any de Florida i va ser votat per formar part de l'USA Junior National Team, equip amb el qual va jugar els Campionats Mundials.
Des del 1995 fins al 1998 va jugar a la Universitat de Carolina del Nord (UNC), on va guanyar dos anys seguits el premi de líder d'estadístiques. A més, va ser nomenat jugador defensiu de l'any 1998. Carter va ajudar els Tarheels (North Carolina Tarheels) a arribar fins a les semifinals el 1997 i el 1998. En ambdues semifinals va ser el màxim anotador. Va arribar a estar entre els 5 finalistes que optaven al prestigiós premi John Wooden Award i a millor jugador de l'any del país.
El 24 de juny de 1998 va ser escollit pels Golden State Warriors en la cinquena posició del Draft de l'NBA i va ser traspassat als Toronto Raptors a canvi del seu company de North Carolina Antawn Jamison. Durant la seva temporada rookie (novell) va convertir-se en el primer Raptor a ser nomenat Jugador de la Setmana (21 de març de 1999) i Rookie del Mes (Baril i Març). Carter va liderar el rànking de rookies de punts i taps i va rebre el premi al millor Rookie de l'any (obtenint 113 vots a favor dels 188 possibles).

### Dades
- Altura: 197cm
- Pes: 102 kg
- Envergadura: 7'0"
- Salt Vertical: 109,22cm
- Anys a l'NBA: 22

### Toronto Raptors
Carter va ser escollit en la 5a posició del Draft pels Golden State Warriors i va ràpidament traspassat als Toronto Raptors a canvi d'Antawn Jamison, un gran amic de Carter (havien jugat junts a la Universitat de North Carolina). En el seu any rookie va disputar els 50 partits que van disputar els Raptors (aquell any el nombre de partits va ser reduït i la temporada va començar el 5 de febrer). Amb Butch Carter d'entrenador, Vince va ser titular a tots els partits i va ser nomenat Rookie de l'any. L'any següent, Carter va formar part de l'equip All-Star per primera vegada, i va demostrar la seva gran habilitat esmaixant en el Concurs d'esmaixades. Va guanyar el concurs després de completar 2 esmaixades amb salts de 360° i molinet, una amb passada per sota les cames, una altra on va ficar fins i tot el colze dins la cistella i finalment una esmaixada saltant des de la línia de tir lliure. Tot i que no ha tornat a participar en cap altre concurs d'esmaixades, Carter ha estat votat cada any per formar part de l'equip All-Star de la Conferència Est.
Durant les dues primeres temporades, va jugar al costat de Tracy McGrady (el seu cosí); els dos van formar una parella formidable com a companys d'equip. McGrady, però, sovint es trobava a l'ombra de Carter, i mentre que aquest s'ocupava dels punts, McGrady s'ocupava de la defensa i de distribuir el joc. El duo va liderar els Raptors als seus primers playofss l'any 2000, però van caure davant els New York Knicks perdent els 3 partits. Després de la marxa de McGrady cap als Orlando Magic la temporada següent, Vince Carter es va consolidar com el jugador estrella dels Raptors.
El matí del 7è partit dels Playoffs del 2001 de la Conferència Est (contra Philadelphia), el dia 20 de maig, Carter va assistir a la seva graduació a l'UNC. Aquell dia, Carter va anotar la cistella guanyadora del partit a 2.0 segons del final, completant una estadística de 6 de 18 en tirs de camp. L'estiu de 2001, Carter va signar un contracte de 94 milions de dòlars, una extensió de 6 anys amb els Raptors. Durant el partit All-Star de 2003, Vince Carter va cedir la seva plaça de titular a Michael Jordan (llavors als Washington Wizards) perquè pogués jugar com a titular el seu últim All-Star.
A mesura que passava el temps, els seguidors dels Raptors van adonar-se que el joc ofensiu d'en Carter cada cop passava a ser més de tir i no tant d'esmaixades, com feia en els seus inicis. Això, sumat a les seves contínues lesions, va fer que els fans es qüestionessin les seves capacitats. En el seu últim any a Toronto, els Raptors no van arribar a classificar-se pels playoffs i Carter va quedar molt decebut amb les gestions del mànager dels Raptors, que no havia aconseguit formar un millor equip. El 22 de novembre de 2004, en una roda de premsa, quan se li va preguntar sobre la manca d'esmaixades, Carter va respondre "Jo no vull esmaixar-la més". Més tard aquestes paraules van perdre importància quan Carter va tornar a fer esmaixades cada dia i va guanyar el premi a la millor jugada de l'any de l'NBA (2005-2006) amb una esmaixada per sobre Alonzo Mourning (Miami Heat).

### Jocs Olímpics 2000
Durant els Jocs Olímpics de Sydney del 2000 Vince Carter va realitzar una memorable esmaixada per sobre del pivot francès Frédéric Weis (2,18 m): Carter va dirigir-se directament cap a la cistella i, quan se'l va trobar en mig del camí, va saltar-lo per sobre. La premsa francesa va anomenar-lo "le dunk de la mort" ("l'esmaixada de la mort"). Va tenir un paper important durant el torneig i el seu equip va guanyar la medalla d'or.

### New Jersey Nets
La mare de Vince Carter, sovint portaveu d'aquest, va dir clarament durant la posttemporada de 2004 que Carter volia ser traspassat. El 17 de desembre de 2004, el mànager general dels Raptors Rob Babcock va traspassar Vince Carter a New Jersey Nets a canvi d'Alonzo Mourning, Eric Williams, Aaron Williams i dues futures eleccions de la primera ronda del draft. En aquest contracte hi havia l'opció que, si Carter no exercia suficient, esdevindria Agent Lliure (jugador sense equip) l'estiu de 2007. Vince va admetre a una entrevista a la televisió amb John Thompson, de TNT, que no s'hi havia estat esforçant gaire els últims mesos amb els Raptors. Quan li van preguntar si havia jugat dur, Vince va respondre "En el passat, no. Sóc afortunat de tenir talent. Comences a veure que ja no has de treballar tant per poder fer coses que a la resta els és més difícil."
Mesos després, Carter va tornar a Toronto com a jugador dels Nets el 15 d'abril de 2005. En aquell partit Carter va anotar 39 punts davant uns seguidors dels Raptors molt hostils que el xiulaven contínuament. Els Nets van acabar guanyant 101 a 90. En acabar el partit, Carter va restar dret amb la pilota del partit a prop de la banqueta firmement, "Això encara és casa meva!".
Carter va guiar als Nets a la vuitena plaça pels Playoffs del 2005. Tot i que van ser eliminats pels Miami Heat a la primera ronda, Vince va acabar amb una mitjana de 26,8 punts, 8,5 rebots i 5,8 assistències per partit (també va anotar un "buzzer-beater" (tir a l'últim segon) que van portar els Nets a la segona pròrroga en el tercer partit).
El 8 de gener de 2006 Carter va tornar a Toronto per tercera vegada des del seu traspàs, i va ser rebut de la mateixa forma que les vegades anteriors en el Air Canadà Center. Carter va anotar un triple quan faltaven 0.1 segons pel final del partit que va fer guanyar el partit 104 a 102 als Nets; en aquell encontre va anotar 42 punts i va agafar 10 rebots. Carter considera aquest triple guanyador com la seva millor jugada de la seva carrera, tenint en compte l'ambient, l'emoció i l'hostilitat del camp.
Ja a la temporada 2005-2006, els Nets van acabar amb 49 victòries i campions de la Divisió Atlàntica. Van poder arribar a la segona, però van ser derrotats pels Miami Heat, que aquell any s'endurien l'anell. Carter va fer una mitjana de 29,6 punts, 7,0 rebots i 5,3 assistències en els 11 partits de playoffs.
L'1 de febrer de 2007, Carter va ser votat, junt amb el seu company d'equip Jason Kidd, com a jugador reserva pel partit de les estrelles, després de ser superat pels 3010 vots de Gilbert Arenas. L'all-star de 2007 va ser el 8è que disputaven tant Carter com Kidd.

### Orlando Magic
El 25 de juny de 2009, Vince Carter fou traspassat, juntament amb Ryan Anderson, als Orlando Magic a canvi de Rafer Alston, Tony Battie i Courtney Lee.

## Estadístiques a l'NBA

### Lliga regular
| Any       | Equip      | PJ  | PT  | Min  | %TC  | %T3  | %TL  | RPP | APP | ROB | TPP | PPP  |
| --------- | ---------- | --- | --- | ---- | ---- | ---- | ---- | --- | --- | --- | --- | ---- |
| 1998–99   | Toronto    | 50  | 49  | 35.2 | .450 | .288 | .761 | 5.7 | 3.0 | 1.1 | 1.5 | 18.3 |
| 1999-00   | Toronto    | 82  | 82  | 38.1 | .465 | .403 | .791 | 5.8 | 3.9 | 1.3 | 1.1 | 25.7 |
| 2000-01   | Toronto    | 75  | 75  | 39.7 | .460 | .408 | .765 | 5.5 | 3.9 | 1.5 | 1.1 | 27.6 |
| 2001-02   | Toronto    | 60  | 60  | 39.8 | .428 | .387 | .798 | 5.2 | 4.0 | 1.6 | .7  | 24.7 |
| 2002-03   | Toronto    | 43  | 42  | 34.2 | .467 | .344 | .806 | 4.4 | 3.3 | 1.1 | .9  | 20.6 |
| 2003-04   | Toronto    | 73  | 73  | 38.2 | .417 | .383 | .806 | 4.8 | 4.8 | 1.2 | .9  | 22.5 |
| 2004-05   | New Jersey | 20  | 20  | 30.4 | .411 | .322 | .694 | 3.3 | 3.1 | 1.2 | .8  | 15.9 |
| 2004-05   | New Jersey | 57  | 56  | 38.9 | .462 | .425 | .817 | 5.9 | 4.7 | 1.5 | .6  | 27.5 |
| 2005-06   | New Jersey | 79  | 79  | 36.8 | .430 | .341 | .799 | 5.8 | 4.3 | 1.2 | .7  | 24.2 |
| 2006-07   | New Jersey | 82  | 82  | 38.1 | .454 | .357 | .802 | 6.0 | 4.8 | 1.0 | .4  | 25.2 |
| 2007-08   | New Jersey | 76  | 72  | 38.9 | .456 | .359 | .816 | 6.0 | 5.1 | 1.2 | .4  | 21.3 |
| Carrera   |            | 697 | 690 | 37.8 | .447 | .375 | .794 | 5.5 | 4.2 | 1.3 | .8  | 23.8 |
| All-Stars |            | 7   | 5   | 20.7 | .477 | .375 | .600 | 2.6 | 1.9 | .9  | .1  | 10.1 |

#### Playoffs
| Any     | Equip      | PJ | PT | Min  | %TC  | %T3  | %TL  | RPP | APP | ROB | TPP | PPP  |
| ------- | ---------- | -- | -- | ---- | ---- | ---- | ---- | --- | --- | --- | --- | ---- |
| 1999-00 | Toronto    | 3  | 3  | 39.7 | .300 | .100 | .871 | 6.0 | 6.3 | 1.0 | 1.3 | 19.3 |
| 2000-01 | Toronto    | 12 | 12 | 44.9 | .436 | .410 | .784 | 6.5 | 4.7 | 1.7 | 1.7 | 27.3 |
| 2004-05 | New Jersey | 4  | 4  | 44.8 | .365 | .316 | .861 | 8.5 | 5.8 | 2.2 | .0  | 26.8 |
| 2005-06 | New Jersey | 11 | 11 | 40.9 | .463 | .241 | .796 | 7.0 | 5.3 | 1.8 | .6  | 29.6 |
| 2006-07 | New Jersey | 12 | 12 | 40.6 | .396 | .389 | .693 | 6.8 | 5.3 | .9  | .6  | 22.3 |
| Carrera |            | 42 | 42 | 42.2 | .418 | .332 | .798 | 6.9 | 5.7 | 1.8 | .9  | 26.9 |

## Rècords i assoliments

### Palmarès NBA
- Convocatòries a l'All-Star Game: 2000, 2001, 2002, 2003, 2004, 2005, 2006, 2007; no hi va jugar l'any 2002 a causa d'una lesió.
- Premi al novell de l'any: 1999.
- Quintet de novells de l'any: 1999.
- Segon quintet ideal: 2001.
- Tercer quintet ideal: 2000.
- Quintet de novells ideal: 1999
- Guanyador del Concurs d'esmaixades de l'NBA: 2000.
- Premi al Rookie de l'any de la revista The Sporting News: 1999[3]

### Rècords en playoffs
- Triples encistellats en un partit amb 9 (11 de maig de 2001 contra Philadelphia 76ers, Semifinal de la Conferència Est) (Compartit)
- Triples encistellats en mitja part amb 8 (mateix partit)
- Triples consecutius encistellats en un partit amb 8 (mateix partit)
- Triples consecutius encistellats en mitja part amb 8 (mateix partit)[4]

### Rècords en la franquícia dels New Jersey Nets
- Triples encistellats en un partit amb 9 (11 de desembre de 2006 contra Memphis Grizzlies)
- Punts anotats en una temporada amb 2.070 (temporada 2006-07)
- Partits consecutius anotant 20 o més punts amb 23 (temporada 2005-06)
- Primer jugadors dels Nets en anotar com a mínim 2.000 punts en una sola temporada (temporada 2006-07)[5]

### Rècords en la franquícia dels Toronto Raptors
- Punts anotats en un partit amb 51 (27 de febrer de 2000 contra Phoenix Suns)
- Punts anotats en un quart amb 20 (7 de novembre de 2001 contra Golden State Warriors) (Compartit)
- Tirs de camp encistellats en un partit amb 20 (14 de gener de 2000 contra Milwaukee Bucks) (Compartit)
- Punts anotats en un partit de playoffs amb 50 (11 de maig de 2001 contra Philadelphia 76ers, Semifinal de la Conferència Est)
- 3a posició en partits jugats amb 403
- 1a posició en partits com a titular amb 401
- 1a posició en nombre total de punts amb 9.420
- 1a posició en nombre total de minuts amb 15.154
- 2a posició en triples encistellats amb 554
- 2a posició en triples intentats amb 1.445[6]

### Rècords personals
- Punts: 51 (2 vegades)
- Tirs de camp encistellats: 20 (contra Milwaukee, 14/01/00)
- Tirs de camp intentats: 36 (contra Philadelphia, 21/01/01)
- Triples encistellats: 9 (contra Memphis, 11/12/06)
- Triples intentats: 20 (contra Memphis, 11/12/06)
- Tirs lliures encistellats: 23 (contra Miami, 23/12/05)
- Tirs lliures intentats: 27 (contra Phoenix, 30/12/00)
- Rebots ofensius: 8 (contra Chicago, 05/11/05)
- Rebots defensius: 13 (2 vegades)
- Rebots: 15 (2 vegades)
- Assistències: 13 (contra Golden State, 24/01/07)
- Pilotes robades: 6 (2 vegades)
- Taps: 6 (contra Chicago, 28/03/99)
- Minuts: 63 (contra Sacramento, 23/02/01)

## Aparicions en videojocs i televisió
- Coberta del videojoc NBA Live 2004[7]
- Coberta del videojoc NBA Inside Drive 2002[8]
- Aparició a la pel·lícula Like Mike (2002)[9]
- Aparició al videoclip "This Is My Party" de Fabolous (2002)

## Fora de la pista
- Ha donat grans quantitats de diners a la Mainland High School, el seu antic institut, i també a la seva fundació The Embassy of Hope. El 3 de febrer de 2007 es va construir una estàtua d'en Vince Carter al seu antic institut.[10]
- Va formar part d'un partit de bàsquet a la Universitat Duquesne (Pittsburgh) en un acte de suport a les víctimes d'un tiroteig que va llevar la vida a cinc jugadors de bàsquet del campus.[11]
- Va vendre el seu apartament de Toronto a l'exjugador dels Toronto Blue Jays A.J. Burnett per 2,8 milions de dòlars. És un apartament de luxe de 10 habitacions amb àmplies vistes del Llac Ontario i l'skyline de Toronto. Està situat en la zona portuària arran del llac, en l'edifici Queens Quay.[12]
- Quan Carter va unir-se als Nets, va anar a viure a Saddle River (Nova Jersey), on va apuntar-se a una lliga de bitlles amb el seu company Jason Kidd.[13]
- Té una filla, Kai Michelle Carter,[14] nascuda l'1 de juny de 2005.